# John Maclean (director de cinema)
John Maclean és un director de cinema, guionista i músic escocès. És conegut sobretot per escriure i dirigir la pel·lícula de 2015 Slow West.

## Carrera
Maclean va obtenir la seva llicenciatura (BA) en dibuix i pintura a l'Edinburgh College of Art, i el seu màster (MA) a la Royal College of Art de Londres. Després de la universitat, va lliurar cotxes conduint-los als seus nous propietaris per Amèrica; veure gran part del país més tard va inspirar el seu interès per fer un western.
Maclean va ser membre fundador dels grups d'indie-rock escocesos The Beta Band de 1997 a 2004 i The Aliens de 2005 a 2008. També va dirigir vídeos musicals per a aquestes bandes. , així com el vídeo de Hand of Man, el senzill de Django Django del 2013. David Maclean, el germà de John, és el bateria i productor de Django Django. Aquests vídeos van cridar l'atenció de Michael Fassbender, que va acceptar participar en un curtmetratge de 2009 Man on a Motorcycle, i més tard a Slow West. The Guardian va descriure l'associació entre Maclean i Fassbender com "encara no tan amunt amb Scorsese/De Niro, però un bon començament".
Maclean és fill dels artistes escocesos Marian Leven i Will Maclean.

## Filmografia
Curtmetratge
| Any  | Títol               | Director | Guionista |
| ---- | ------------------- | -------- | --------- |
| 2009 | Man on a Motorcycle | Sí       | Sí        |
| 2011 | Pitch Black Heist   | Sí       | Sí        |

Llargmetratge
| Any  | Títol     | Director | Guionista |
| ---- | --------- | -------- | --------- |
| 2015 | Slow West | Sí       | Sí        |
| TBA  | Tornado   | Sí       | Sí        |

## Recepció
En revisar Slow West, Village Voice va concloure que "Maclean és un talent molt prometedor".
Maclean va guanyar el premi al millor curtmetratge BAFTA el 2012 per Pitch Black Heist, protagonitzat per Michael Fassbender i Liam Cunningham. El seu primer llargmetratge va ser el drama western del 2015 Slow West. Va guanyar el "World Cinema Jury Prize: Dramatic" al Fesetival de Cinema de Sundance de 2015. El mateix any, BAFTA el va nominar com a "Brit to Watch".